# Grafschaft Toul
Die Grafschaft Toul war ein Konstrukt des Bischofs von Toul, der 930 einen Grafen einsetzte, den er unter seiner Oberhoheit behielt. Die ersten Grafen hielten die Titel auf Lebenszeit, konnten ihn aber nicht vererben. Dies änderte sich mit Graf Raimbaud, der im Jahr 1019 das Amt übernahm.
Als Odo von Lothringen, Graf von Toul seit 1250, die Grafschaft 1261 an seinen Vetter, den Herzog Friedrich III. von Lothringen verkaufte, zog der Bischof das Lehen ein und fügte es seinem eigenen Besitz zu.

## Nicht erbliche Grafen
- Guy, 930–964, eingesetzt von Gauzlin, Bischof von Toul
- Bérald de Vandœuvre, 964–971
- Scindebard, 971–992
- Ancelin, Bruder von Gerhard I., Bischof von Toul, 992–1019

## Erbliche Grafen
- Raimbaud, seigneur de Fontenoy und Charmes-sur-Moselle, Sohn eines Grafen Baudouin, ab 1019
- Renard I. der Ältere, dessen Sohn
- Renard II. der Jüngere, dessen Bruder

## Haus Dampierre-en-Astenois
- Friedrich I. von Dampierre, seigneur de Dampierre-en-Astenois, bis 1055, verheiratet mit Gertrud, Tochter von Renard II.
- Arnold, ab 1055, 1069 abgesetzt
- Friedrich II. von Dampierre, Sohn von Friedrich I. und Gertrud, 1069–1078
- Renard III. von Dampierre, dessen Sohn, 1078-nach 1117, heiratete Adele (1090 † 1141), Tochter von Gerhard I., Graf von Vaudémont
- Peter von Dampierre, dessen Bruder, 1118–1124 (es ist nicht sicher, dass er den Grafentitel innehatte)
- Friedrich III. von Dampierre, Sohn von Friedrich II., 1124-nach 1142, heiratete Hedwig von Lothringen, Tochter von Simon I., Herzog von Lothringen
- Heinrich von Dampierre, dessen Sohn, vor 1149-nach 1162
- Friedrich IV. von Dampierre, dessen Sohn, vor 1172–1186

Friedrich IV. starb ohne Nachkommen, die Grafschaft Toul wird vom Bischof dem Herzog Matthäus von Lothringen zu Lehen gegeben.

## Haus Châtenois
- Matthäus von Lothringen († 1208), Sohn von Herzog Matthäus I., Neffe von Hedwig, der Ehefrau Friedrichs III., 1186–1208, heiratete 1180 Beatric von Dampierre, Tochter von Renard von Dampierre und Euphemia; Renard de Dampierre war durch seinen Vater ein Enkel von Graf Renard III. von Toul
- Friedrich V. von Lothringen († 1250), deren Sohn, 1208–1250, heiratete Agnes von Pfirt
- Odo von Lothringen († 1270), dessen Sohn, 1250–1261

Odo verkauft die Grafschaft Toul 1251 an seinen Vetter, Herzog Friedrich III. von Lothringen; Gilles de Sorcy, Bischof von Toul, entzieht die Grafschaft Friedrich in seiner Eigenschaft als Lehnsherr, und fügt sie dem bischöflichen Besitz zu.